# Bracon terastiae
Bracon terastiae är en stekelart som först beskrevs av De Saeger 1943.  Bracon terastiae ingår i släktet Bracon och familjen bracksteklar. Inga underarter finns listade.